# Никола Кючуков
Никола Иванов Кючуков е български революционер, участник в Херциговинско-босненското въстание и в Ботевата чета.

## Биография
Роден е на 26 юни 1850 г. в Сливен. Той е девето дете на много бедно семейство. Учи само няколко години, след което почва да работи като чирак на кундурджия. 16-годишен забягва в Румъния. Живее в Браила, където общува с много от българските революционери.
През 1875 г. участва във въстанието в Босна и Херциговина. През 1876 г. се включва в четата на Христо Ботев. Качва се на кораба „Радецки“ в Турну Мъгуреле. Участва във всички сражения на четата. Заловен е при Етрополе, съден е в София. След общата амнистия е освободен.
След Освобождението на България заема различни държавни служби. През 1894 г. е околийски началник в Айтос.
През 1901 г. публикува спомените си: „Записки на Никола Ив. Кючуковъ (Другаръ на Хр. Ботевъ) 1875-1876“. През 1975 г. са включени в сборника „Ботевите четници разказват“.
Почива на 12 април 1912 г. в Сливен.